# Georg Joseph Vogler
Georg Joseph Vogler, känd som abbé Vogler, född 15 juni 1749 i Würzburg, Innerer Graben, död 6 maj 1814 i Darmstadt, var en tysk tonsättare, organist, musikteoretiker, pedagog och präst.

## Biografi
Efter prästvigning och studier i Italien fick Vogler 1777 anställning vid kurfurstens hov i Mannheim. År 1786 kallades han till Gustav III:s hov i Sverige, och var så kallad "musikdirektör" (direktör för musiken) vid Kungliga Operan 1786–1791 samt 1793–1799. Ett av hans första initiativ var att starta en "nationell musikskola" i Sverige.
Enligt sitt kontrakt skulle han komponera minst en opera om året, varav endast en blev av: Gustav Adolf och Ebba Brahe från 1788 med text av Johan Henric Kellgren, som med sina folkliga scener i andra akten förebådar romantiken. Hela operan är en brokig mosaik med stort upplagda arior och folkliga visor, till exempel Hönsgummans visa, som chockade hovdamerna i Stockholm. Gustav Adolf och Ebba Brahe sattes åter upp på Drottningholms slottsteater säsongerna 1973 och 1990.
Han var även pedagog och grundade musikskolor bland annat i Stockholm och i Darmstadt där han var kapellmästare från 1807. Han grundade även en "enke- och pupillkassa" 1794 i Stockholm. En av huvudanledningarna till att Gustav III kallade honom till Sverige var att han skulle vara musiklärare åt kronprinsen.
Under sin levnad var han mest känd såsom konsertgivare och orgelvirtuos då han improviserade tonmålningar och variationer av folkmelodier; ett av hans mer ovanliga tilltag för att skapa effekter var att ta hela underarmen och trycka den mot tangenterna och återskapa bland annat domedagen, och många sade att mjölken surnade i sju socknar på grund av hans konster. Han blev även kallad charlatan av andra tonsättare.
Ett av hans sista uppdrag i Sverige var att sätta upp Aeneas i Chartago av Joseph Martin Kraus i ett halvkonsertant och stympat skick; sedan återvände Vogler hem till Mannheim igen för sista gången. Av hans elever bör de mest kända ha varit i Sverige Joseph Martin Kraus, i Tyskland Giacomo Meyerbeer och Carl Maria von Weber som ansåg att Vogler var en skickligare pianist än självaste Ludwig van Beethoven.
Eftersom Vogler var katolsk präst engagerades han sig i den lilla katolska församlingen i Stockholm som räknade 1 700 personer. Han firade mässan där, förrättade övriga sakrament och var allmänt behjälplig. En del fann det opassande att en person kunde agera både som präst och vara kapellmästare vid teatern.
Han turnerade även utomlands, till Ryssland, Nordafrika och Grekland, och sina folkmusikstudier använde han sedan i sina kompositioner och skriftliga verk.
Av hans omfattande verklista, som består av mässor, operor, symfonier och musikteoretiska skrifter, har psalmen Hosianna, Davids son blivit synnerligen populär i Sverige.
Verket Choral-Bok af 90 Melodier till 260 Svenska Psalmer gavs ut omkring 1 800 och kom att kallas Voglers choral-Bok.

## Verk
- Moralisk målning av Herdalefvernet. Uppförd augusti 1786.[8]
- Ouvertyr till en spirituel konsert.[8]
- Preludium - Adagio - Alegro - Fugato. Uppförd april 1791.[8]
- Konsertaria. Uppförd april 1791.[8]
- Afrikansk musik.[8]
- Bataljmusik tillägnad kungen.[8]

### Operor och sångspel
- Der Kaufmann von Smyrna (Christian Friedrich Schwan, efter Nicolas Chamfort), (1771, reviderad 1778)
- Erwin und Elmire (Johann Wolfgang von Goethe) (1781)
- Albert der Dritte von Bayern (Karl Theodor von Traitteur) (1781)
- Glicères (1781)
- Atianax (1781)
- Dardanus (1781)
- Eglé (1781)
- Ariadne auf Naxos (1781)
- La kermesse, ou La foire flamande (J. Patrat) (1783)
- Le patriotisme/Les Paysans patriotes (N.M. de Morvilliers) (1784)
- Prolog till operan Armide. Text av Carl Gustaf af Leopold. Uppförd 24 januari 1787 på Gustavianska operahuset, i samband men kungens födelsedag.[8][9]
- Gustaf Adolf och Ebba Brahe, opera, text: Johan Henric Kellgren (1788)
- Prolog vid Gustaf IV Adolfs förlovning 6 november 1795. Framförd på Gustavianska operahuset.[8][9]
- Castore e Polluce (Carlo Innocenzo Frugoni) (1787 översatt till tyska av Castor und Pollux) (1806)
- Epimenides (1806)
- Der Koppengeist auf Reisen, oder Rübezahl (August von Kotzebue), 1802.
- Samori (F.X. Huber) (1804, reviderad 1811)
- Der Admiral/Der gewonnene Prozess (1810-1811)
- Prolog till operan Gustaf Adolf.[8]

### Melodramer
- Lampedo (C.F. Lichtenberg) (1779)
- Zoroastre (1796)
- Tuiskon ist erwacht (1814)

### Baletter
- Die heilsame Furcht oder Schuster-Ballet (1768, reviderad 1807, München)
- La Forêt enchantée/La soirée enchantée (1771)
- Le rendez-vous de chasse, ou Les vendanges interrompues par les chasseurs/Jäger-Ballett (1772/1777)
- Le forgeron villageois/Schmied-Ballett (1777)

### Musik till skådespel
- Hamlet (William Shakespeare) (1778)
- Der Eremit auf Formentera/Eremiten (August von Kotzebue) (1785)
- Athalie (Jean Racine) (1786).[8]
- Herman von Unna (Anders Fredrik Skjöldebrand) (1795).[8]
- Die Kreutzfahrer (August von Kotzebue) (1802)
- Die Hussiten vor Naumburg (August von Kotzebue) (1802)
- Die Spanier in Peru, oder Rollas Tod (August von Kotzebue) (1803)
- Sullas Tod

### Orkester
- Marsch i c-moll. Uppförd mars 1795 i Stockholm och 1796 på orchestrion.[8]
- Ouvertyr i d-moll. Uppförd mars 1795 i Stockholm.[8]
- Musique til Seraphimer Orden Dagen den 28 April 1795.[8]
- Svenskt festspel för kung Gustaf III.[8]
- Sonat för blåsinstrument och pukor. Uppförd maj 1807.[8]
- Variationer på trichordium. Uppförd 1799.[8]
- Variationer på "Hönsgummans visa, för orkester och piano.[8]
- Allegro. Uppförd april 1815.[8]
- Andante i Eb-dur. Uppförd december 1817 och 1819 i Karlskrona och 1843 i Stockholm. Publicerad 1832 i Musikaliskt Tidsfördrif som nummer 1.[8]
- Varationer på God save the king, för engelsk orkester-pianoforte och orkester. Uppförd april 1797.[8]
- Begravningsmusik.[8]

#### Symfonier
- Sinfonia G-dur (1779)
- Sinfonia d-moll ”Paris” (1782.)
- Sinfonia C-dur ”Satisfactions Sinfonie”, ”La scala” (1799, reviderad 1806 som ” Bayerische National-Sinfonie”)
- 4 konsertanta sinfonior är inte bevarade.
- Ah! vous dirai-je, maman för pianoforte och orkester.[8]

#### Konserter
- Klavierkonzert B-dur (1770)
- 6 leichte Clavierconcerte (C, B, a, D, G, F) (1778)
- Concerto C-dur för cembalo/klaver (1782)
- Tema "Air de Marlborough" och variationer i G-dur för pianoforte och orkester. Publicerad 1807 i Musikaliskt Tidsfördrif som nummer 24-26.[8] (1791)

### Kammarmusik
- Stråkkvartett nr 1 i F-moll. IGV 23.

1. Allegro
2. Andante
3. Allegro
4. Andante

- Stråkkvartett nr 2 i F-moll. IGV 24.

1. Larghetto - Allegretto
2. Allegro moderato

- Stråkkvartett nr 3 i F-dur. IGV 25.

1. Andante - Allegro moderato
2. Rondo. Andantino

- Stråkkvartett nr 4 i Eb-dur. IGV 26.

1. Adagio molto
2. Allegro moderato

- Kvartett i Eb-dur för piano, fiol, altfiol och cello. Komponerad för att uppföras på drottningens konsert.(1781).

1. Andante.
2. Rondeau. Allegretto.

- Polymelos eller musikkaraktärer från olika länder. För piano, två fioler, altfiol och cello. IGV 35.

1. Fackeldans från Sverige
2. Skotsk sång
3. Kosacks dans
4. Polonäs
5. Rysk hovmusik
6. Italiensk aria

- Adagio och polonäs med variationer för klarinett. Uppförd november 1796.
- Polonäs i D-dur för två violiner.[8]
- Kvartett för flöjt, oboe, valthorn och fagott. Uppförd juli 1786.[8]
- Kvartett i Eb-dur för fortepiano, violin, altfiol och cello.[8]
- Tema med variationer i B-dur för två violiner och cello.[8]
- Variationer för fyra gossar. För två fioler, flöjt och cello. Uppförd mars 1795.[8]
  - Variationer på ett tema av Wilhelm von Nassau i C-dur, för cembalo eller fortepiano med ackompanjemang för två fioler, alt oboe och basso continuo. Tillägnad William V, Prince of Orange.[8]
- Le danse des flambe aux en suede för två violiner, viola, fagott och clavecin.[8]

### Klavermusik
- 112 Petits Preludes pour l’orgue (1782)
- Sonate à quatre mains pour le Piano-Forte F-Dur (1785)
- Six Sonates (D, C, B, G, F, E) för 2 klaver (1794)
- Lätta stycken för cembalo med variationer av gradvis svårighet. (Stockholm, 1798). Tillägnade Gustav IV Adolf.[8] IGV 18.

1. Pastoral i D-dur
2. Barcaroll från Venedig i G-dur, två variationer. Publicerad i Musikaliskt Tidsfördrif 1830.
3. Romance africaine i g-moll.
4. Phantasie tracée sur Cheu Teu: Air chinois i C-dur.
5. Min far han var en Vestgöthe han: Svenska sång i C-dur, sex variationer.
6. Pente chordium i F#-dur.
7. Ak minan rakas linduisen: Finsk air i F-dur, fem variationer.
8. Solfeggio de Cembalo i C-dur, för en hand.
9. Höns gummans visa: Chanson suedoise i g-moll, sex variationer.
10. Air barbaresque i A-dur.
11. Polonäs i D-dur
12. Marche de Charles XII auprès du Narva i d-moll.
13. Rysk air i a-moll, tolv variationer.
14. Marche des Chevaliers de l'Ordre des Seraphims en Suéde i D-dur, fyra variationer.
15. Kvarndansen: Svenska dans i C-dur, tolv variationer.

- Marsch i C-dur.[8]
- Fantasi och variationer på Orkester-pianoforte över den svenska nationella visan "Min far var en västgöte han, han".[8]
- Andante i B-dur.[8]
- Allegro i A-dur.[8]
- Andante i F-dur.[8]
- 32 preludier för orgel eller piano forte.[8]

#### Variationer
- Tema med variationer i F-dur (Andantino), tre variationer. Publicerad i Musikaliskt Tidsfördrif 1832.
- Tema med variationer i G-dur, tio variationer. Publicerad i Musikaliskt Tidsfördrif 1807.
- Polonäs i C-dur. Publicerad i Musikaliskt Tidsfördrif 1792.
- Tema med variationer i F-dur, sexton variationer. Publicerad i Musikaliskt Tidsfördrif 1791 som nummer 19-21.[8]
- Tema med variationer i C-dur, en variation. Publicerad i Musikaliskt Tidsfördrif 1789.[8]
- Variation över God Save the King C-dur (1791)
- 16 Variations pour le clavecin C-Dur över ’Ah, vous dirai-je Maman’ (1785)

### Orgel
- Aftonpromenaden på Rhenströmmen, avbruten av åskväder.[8]
- Arabisk romans. Uppförd april 1794 och 1796 i Stockholm, Köpenhamn och 1794 i Kristianstad.[8]
- Musikalisk målning i anledning av den för fäderneslandet märkvärdiga dagen den 9 juli 1790. Uppförd mars och april 1791 i Stockholm och april 1791 i Göteborg[8]

1. Första stycket
2. Andra stycket
3. Tredje stycket

- Musikalisk målning av prins Leopold av Braunsvigs död. Uppförd juli och september 1786 och 1794 i Stockholm, och maj 1791 i Göteborg.[8]
- Målning av herdars munterhet, avbruten genom ett åskväder, som småningom nalkas, låter höra sig i sin fulla styra och går förbi etc Deras oskyldiga glädje däröver.[8]
- Målning av sjöslag.[8]
- Nocturne.[8]
- Organistskolan.[8]
- Ouvertyr.[8]
- Fantasi och fuga. Uppförd augusti 1786.[8]
- Sauls och Davids historia, musikalisk målning av huvudscenerna enligt bibeln.[8]
- Rubens "Yttersta dom" föreställd i musik. Ett försök av musikalisk målning.[8]
- Schweizisk nationalmusik.[8]
- Septuor.[8]
- Sicilian med variationer.[8]
- Symfonikonsert med solo för klarinett, flöjt och fagott.[8]
- Simson. Uppförd november 1795.[8]
- Skogsmusik.[8]
- Solokonsert. Uppförd november 1786.[8]
- Stor fantasi med fuga av tre teman.[8]
- 32 preludier för orgel eller piano forte.[8]
- Variationer.[8]
- Vår frälsares intåg i Jerusalem. Uppförd november 1798.[8]
- Flöjtkonsert (Allegro, andante och rondo).[8]
- Flöjtkonsert (Allegro, polska och anglaise).[8]
- Flöjtkonsert (Marsch, polska och allemand).[8]
- Fuga över koralen nummer 107.[8]
- Fuga över koralen nummer 154.[8]
- Det tillkommande eviga. Ett försök av musikalisk målning. Uppförd december 1797.[8]
- Kazakisk nationalmusik.[8]
- Afrikansk terrassång.[8]
- Karakteriistiska drag kung Gustaf Wasas levnad.[8]
- Kinesisk musik " Che Teu".[8]
- Det stora halleluja av Händel, utförd i en fuga av tre teman. Uppförd mars 1791.[8]
- Jesu lidandes historia. Uppflrd mars 1796.[8]
- Jerichos belägring.[8]

### Orkestrion
- Marockansk cantique. Uppförd november 1796 i Stockholm.[8]
- Ouvertyr (Allegro - Andante - Rondo).[8]
- Ouvertyr (Adagio patetico - Allegro fugato).[8]
- Adagio. Uppförd oktober 1796 och 1798 i Stockholm, 1798 i Köpenhamn (orgel) och 1821 i Norrköping (glasharmonika).[8]
- Serenade militaire.[8]
- Sonat med stränginstrument och andra instrument.[8]

### Vokalmusik
- Cantata Helig är Herran (Bengt Lidner) (1786)
- Allegorie: Schwedisches Festspiel zur Verherrlichung Gustavs III. (1786)
- Divertissement, då konungen lade hörnstenen vid Brahelund, den 19 augusti 1786 (Johan Gabriel Oxenstierna) (1786)
- Musik till Serafimerordens dagen den 28 april 1795, för solist, kör och orkester. (Abraham Niclas Edelcrantz) (1795)
- Prolog för kröningen av Gustavus IV (1795)
- Fantasi på rytmologien i 5/4:dels takt.[8]

### Mässor
- Missa pasatorita i D
- Missa pastorella i A (1768, 1767)
- Missa pastoritia i E (1775, reviderad 1804)

### Komponerade för Sverige
- Athalie, körer och baletter till Jean Racines skådespel (1786)
- Sångstycke för den 19 augusti 1786
- Hosianna, Davids son (1795)
- Eremiten, förspel till August von Kotzebues skådespel (1798).[8]
- 15 pièces de clavecin faciles (1800)

### Efter opus
- 6 Pianotrios, op.1
- 6 Lätta sonater för pianoforte, op.2
- 6 Lätta violinsonater, op.3
- 6 sonater, duo, trio eller kvartett för piano,violin,viola och cello, op.4
- 6 Pianokonserter, op.5
- 6 Sonater för piano och violin, cello ad libitum, op.6
- 12 Divertissementer för piano, op.7
- 112 Enkla preludier för orgel eller piano forte, op.9
- 4 Stråkkvartetter
- 6 Kvartetter för flöjt, violin, viola och cello
- 4 Requiem

### Övriga skrifter
- Inledning till harmoniens kännedom (1794)
- Clavér-Schola (1798)
- Organist-Schola (1798)
- Organist-Scholans andra del (1799)
- Choralbok af 90 melodier til 260 svenska psalmer (1800)
- Lectio til choral-eleven M.H. (1800)
- Andra lectio til choral-eleven M.H. (1800)
- Choral-system (1800)

### Andra gustavianska operakompositörer
- Johann Christian Friedrich Haeffner
- Joseph Martin Kraus
- Johann Gottlieb Naumann
- Francesco Antonio Uttini